# Methuen
Methuen város az USA Massachusetts államában, Essex megyében. Lakosainak száma 53 059 fő (2020. április 1.).

## Népesség
A település népességének változása:

| 2010 | 47 255 |
| 2020 | 53 059 |